# Alí el Curro
Alí el Curro, bautizado como Diego del Curro, fue un gibraltareño del siglo XV, converso al cristianismo, que desempeñó un papel fundamental en la reconquista de esta ciudad española en 1462.

## Vida
En agosto de 1462 abandonó Gibraltar —por entonces en posesión de los nazaríes de Granada— y pasó a Tarifa, donde se convirtió al cristianismo. Informó al alcaide de Tarifa, Alonso de Arcos, de la debilidad de su ciudad natal, cuya guarnición había partido a Málaga, y le convenció para que intentara asaltar la plaza. Tras el fracaso del ataque inicial, su intervención convenció a los castellanos de que la caída de la ciudad era inminente y no debían abandonar el sitio, lo que resultó en la reconquista de Gibraltar el 20 de agosto de 1462.